# East Renton Highlands
East Renton Highlands – jednostka osadnicza w Stanach Zjednoczonych, w stanie Waszyngton, w hrabstwie King.